# Сильні духом (фільм, 1967)
«Сильні духом» — радянський двосерійний художній фільм, знятий в 1967 році режисером Віктором Георгієвим за однойменним романом Дмитра Медведєва.

## Сюжет
Історія про радянського розвідника Миколу Кузнецова, який в тилу ворога в Україні проник в ставку німецького командування, викрав командувача каральними військами і здійснив вирок народу, стративши імперського радника.

## У ролях
- Гунарс Цилінскіс —  Микола Кузнецов / Пауль Зіберт  (озвучує  Олександр Бєлявський)
- Іван Переверзєв —  Дмитро Миколайович Медведєв
- Вікторія Федорова —  Валентина Довгер
- Євген Весник —  Ворончук, розвідник
- Олександр Галевський —  Приходько
- Юрій Боголюбов —  Бєлотінський
- Люсьєна Овчинникова —  Галя
- Данило Нетребін —  майор
- Вія Артмане —  Лідія Лісовська
- Паул Буткевич —  Камінський
- Тая Додіна —  Світа
- Юрій Волков —  Ортель
- Юрій Соломін —  майор Геттель
- Євген Кузнєцов —  гауляйтер Еріх Кох
- Лев Єлагін —  Функ
- Андрій Файт —  граф Гран
- Петро Соболевський —  гауптман
- Едуардс Платайскалнс —  Генріх
- Артур Дімітерс —  підполковник
- Олексій Бахарь —  лейтенант Дунаєв
- Анатолій Ромашин —  обер-лейтенант  (озвучує  Олег Голубицький)
- Леонід Марков —  обер-лейтенант

## Знімальна група
- Автори сценарію: Анатолій Гребнєв,  Олександр Лукін
- Режисер:  Віктор Георгієв
- Оператор: Геннадій Черешко
- Художник:  Юрій Істратов
- Композитор:  Едісон Денисов
- Диригент:  Володимир Васильєв
- Художник: В. Доррер